# Number 99
Number 99 è un film muto del 1920 diretto da Ernest C. Warde che ha come protagonisti J. Warren Kerrigan e Fritzi Brunette. La sceneggiatura si basa su One Week-End, romanzo di Wyndham Martyn apparso a puntate in una rivista, pubblicato a New York nel 1919.

## Trama

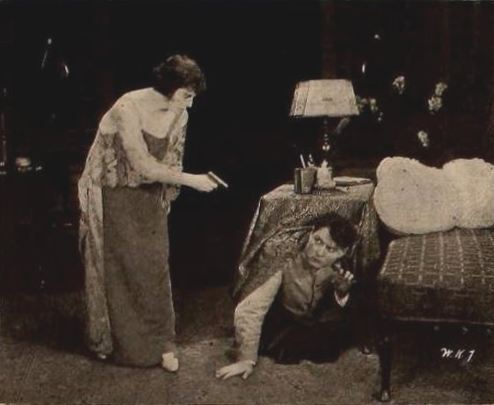
Fritzi Brunette e J. Warren Kerrigan

Arrestato perché accusato ingiustamente di un crimine che non ha commesso, Arthur Penryn scappa una notte su una limousine rubata. Inseguito dalla polizia, si rifugia in una casa di campagna dopo aver perso l'automobile, caduta dentro un laghetto. Cynthia, la figlia del padrone di casa, decide di aiutarlo: nella tenuta si sta tenendo una festa e lei presenta Arthur agli altri ospiti come James Valentine, un amico di suo fratello. Quando però il vero Valentine arriva, i due sono costretti a chiuderlo nel garage. Nel corso del party, Arthur scopre l'identità del vero colpevole e, con l'aiuto di Cynthia, lo smaschera, facendolo arrestare. Dopo tante avventure vissute insieme, Cynthia e Arthur capiscono di essersi innamorati l'uno dell'altra.

## Produzione
Il film fu prodotto dalla Robert Brunton Productions

## Distribuzione
Distribuito dalla W.W. Hodkinson e dalla Pathé Exchange, uscì nelle sale cinematografiche statunitensi il 23 maggio 1920.